# Novi Beograd (stacja kolejowa)
Novi Beograd (serbski: Нови Београд) – stacja kolejowa, w dzielnicy Nowy Belgrad, w Belgradzie, w Serbii. 
Znajduje się na terenie Bloku nr 42, w pobliżu centrum handlowego i mostu nad Adą. Położona jest na wiadukcie i posiada 3 perony. Obsługiwana jest przez pociągi podmiejskie Beovoz.

## Linie kolejowe
- Belgrad – Subotica